# Drosera andersoniana
Drosera andersoniana este o specie de plante carnivore din genul Drosera, familia Droseraceae, ordinul Caryophyllales, descrisă de William Vincent Fitzgerald, Ewart. și White.
Este endemică în:
- Ashmore-Cartier Is..
- Western Australia.

Conform Catalogue of Life specia Drosera andersoniana nu are subspecii cunoscute.

## Galerie